# Ludiek

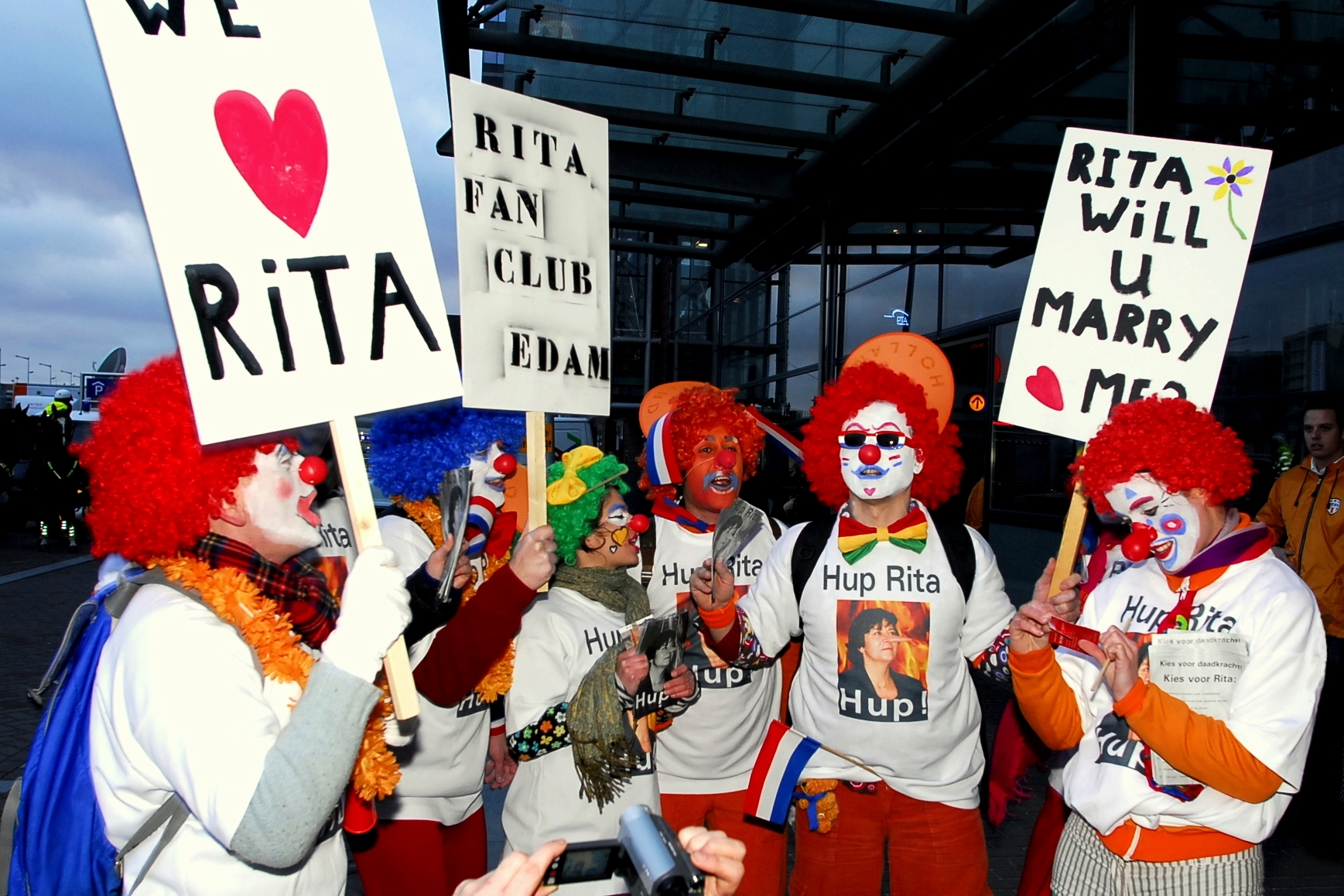
Ludieke actie van Clolonel tegen Rita Verdonk

Ludiek, van het Franse ludique, betekent 'speels'. De term wordt voornamelijk gebruikt om aan te geven dat een anders ernstige zaak op een speelse manier wordt uitgevoerd. Zo zal een ludieke actie opvallend (bedoeld) zijn en spraakmakend op een positieve manier.
Het woord is aan de Nederlandse taal toegevoegd door de Nederlandse historicus Johan Huizinga in zijn boek Homo ludens (de spelende mens) uit 1938. In het voorwoord van dit werk schrijft Huizinga: "Ik had voortdurend behoefte aan een adjectief bij spel, dat eenvoudig uitdrukt 'wat tot spel of spelen behoort'. Speels kon daartoe niet dienen, het heeft een te speciale nuance van betekenis. Men veroorlove mij daarom het woord ludiek in te voeren." Ontleend aan Hans van Keken, zie externe link.
In de Provotijd, een tijd waar de politie al snel ter plekke was bij (spontane) demonstraties, ontstond er hernieuwde aandacht voor het begrip, waarbij het een specifiekere betekenis kreeg. Om aan te geven dat een bepaalde demonstratie, als het aan de deelnemers lag, niet zou uitlopen op rellen, werd deze aangekondigd als ludieke actie. Het begrip sloeg zó aan, dat al snel alles in de tegencultuur ludiek werd genoemd.
Een ludieke verpakking kan dus helpen om iets wat moeilijk is om te zeggen of vervelend is om te doen, gemakkelijker aanvaardbaar te maken. Een voorbeeld daarvan is het sinterklaasgedicht dat, gecombineerd met de bijbehorende surprise, op een speelse manier een kritische boodschap kan doorgeven.
Een ander voorbeeld is de kolderdag in het voortgezet onderwijs, waarmee op de laatste lesdag in het examenjaar, voordat de eindexamens beginnen, de schooltijd op een speelse manier wordt afgesloten. Vergelijkbaar hiermee is de musical op de basisschool aan het einde van groep 8, waarmee gewoontegetrouw de leerlingen op een ludieke manier afscheid nemen van hun vertrouwde school en de overstap wagen naar de nog geheel onbekende middelbare school.  